# Matrei in Osttirol
Matrei in Osttirol é um município da Áustria, situado no distrito de Lienz, no estado do Tirol. Tem 277,94 km² de área e sua população em 2019 foi estimada em 4.635 habitantes.